# Leo Kirste
Leo Emil Eduard Kirste (* 8. März 1892 in Wien; † 22. April 1965 ebenda) war ein österreichischer Flugzeugkonstrukteur und Hochschullehrer. Er war Rektor der Technischen Hochschule Wien.

## Leben
Leo Kirste studierte von 1910 bis 1919 Maschinenbau an den Technischen Hochschulen in Graz und Wien, wo er die zweite Staatsprüfung ablegte. Ab 1913 war Kirste als Konstrukteur der Flugzeugfirmen Breguet in London-Willesden, Rumpler in Berlin-Johannisthal sowie der Phönix Flugzeugwerke in Wien tätig. 1919 wurde er Assistent von Richard Knoller am Institut für Luftschifffahrt und Automobilwesen an der Technischen Hochschule Wien. Von 1922 bis 1937 war er als Chefkonstrukteur bei Blériot Aéronautique in Paris tätig, wo er neue Flugzeugtypen wie die Blériot 125 und die Blériot 127 entwickelte und neue Verfahren wie die Blindnietung nach dem System Chobert mitentwickelte und einführte. An der Universität Paris promovierte er 1928 mit einer Dissertation über das Vergrößerungsproblem der Flugzeuge zum Dr. phil., 1932 erhielt er den Grad eines Ingénieur-Docteur (Ingénieur Civil de ľAéronautique) mit einer Arbeit über ausgeglichene Steuerflächen.
1937 wurde als ordentlicher Professor an die Technische Hochschule Wien berufen, 1938 aber zwangsweise in den Ruhestand versetzt. Während des Zweiten Weltkrieges war er bei Waagner-Biro tätig. Nach dem Krieg kehrte an die Technische Hochschule zurück und baute ab 1945 das Institut für Leichtbau auf. Im Studienjahr 1947/48 wurde er zum Rektor der Technischen Hochschule Wien gewählt. 1948 begründete er gemeinsam mit Otto Lazar das Dokumentationszentrum für Technik und Wirtschaft an der Bibliothek der Technischen Hochschule Wien.
Kirste erhielt die Ehrendoktorwürde der Universität Lyon. Er starb 1965 im Alter von 73 Jahren. Sein Vater war der Indologe Johann Kirste (1851–1920).
1970 wurde nach ihm der Kirsteweg im 10. Wiener Gemeindebezirk Favoriten benannt.
Zu seinen Arbeitsschwerpunkten zählten die Entwicklung einer Steifigkeitsmethode zur Berechnung von Stabwerken, Untersuchungen über abwickelbare Verformung dünnwandiger Kreiszylinder sowie Tragwerksoptimierungen.

## Publikationen (Auswahl)
- 1937: Sur le calcul des poutres en caisson. ĽAérotechnique 16, 1937, Nr. 169, S. 1–6.
- 1954: Abwickelbare Verformung dünnwandiger Kreiszylinder. Österreichisches Ingenieur-Archiv 8, 1954, Heft 2/3, S. 149–151.
- 1954: Blindnietung im Leichtbau. Mitteilungen Aluminium Ranshofen 2, Heft 1, S. 13–15.
- 1954 (gemeinsam mit Viktor Bruckbauer): Büroausdrücke in 3 Sprachen = Office Terms in 3 languages = Termes de bureau en 3 langues. Dokumentationszentrum für Technik und Wirtschaft.
- 1960–1962: Tragwerks-Mindestgewicht. Zeitschrift für Flugwissenschaften 8, 1960, Heft 12, S. 353–359, 9, 1961, Heft 11, S. 343–347, 10, 1962, Heft 10, S. 379–388.
- 1963: Steifigkeitsmethode. Das Alpine Handbuch.